# Kalendarium historii Somalii

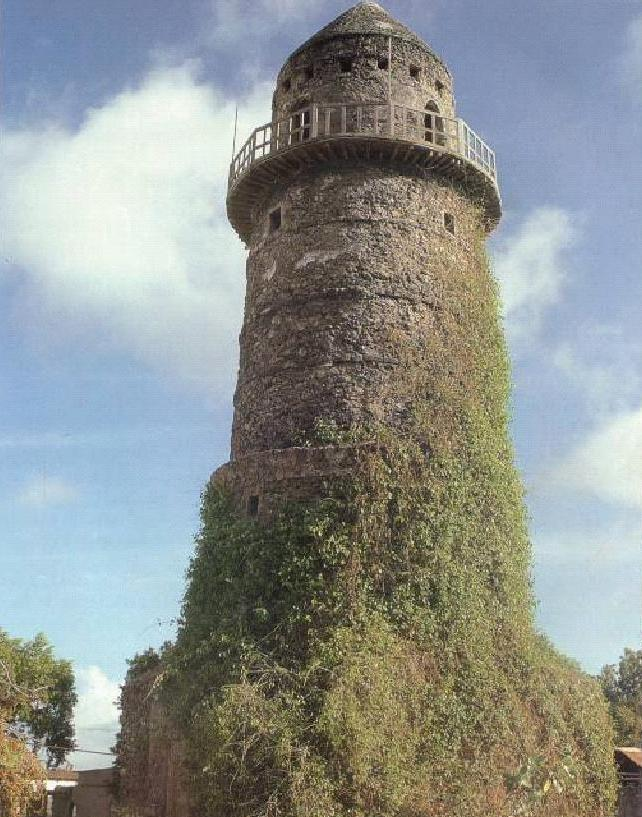
Wieża w Mogadiszu powstała w XV wieku.

Herb Włoskiej Afryki Wschodniej.

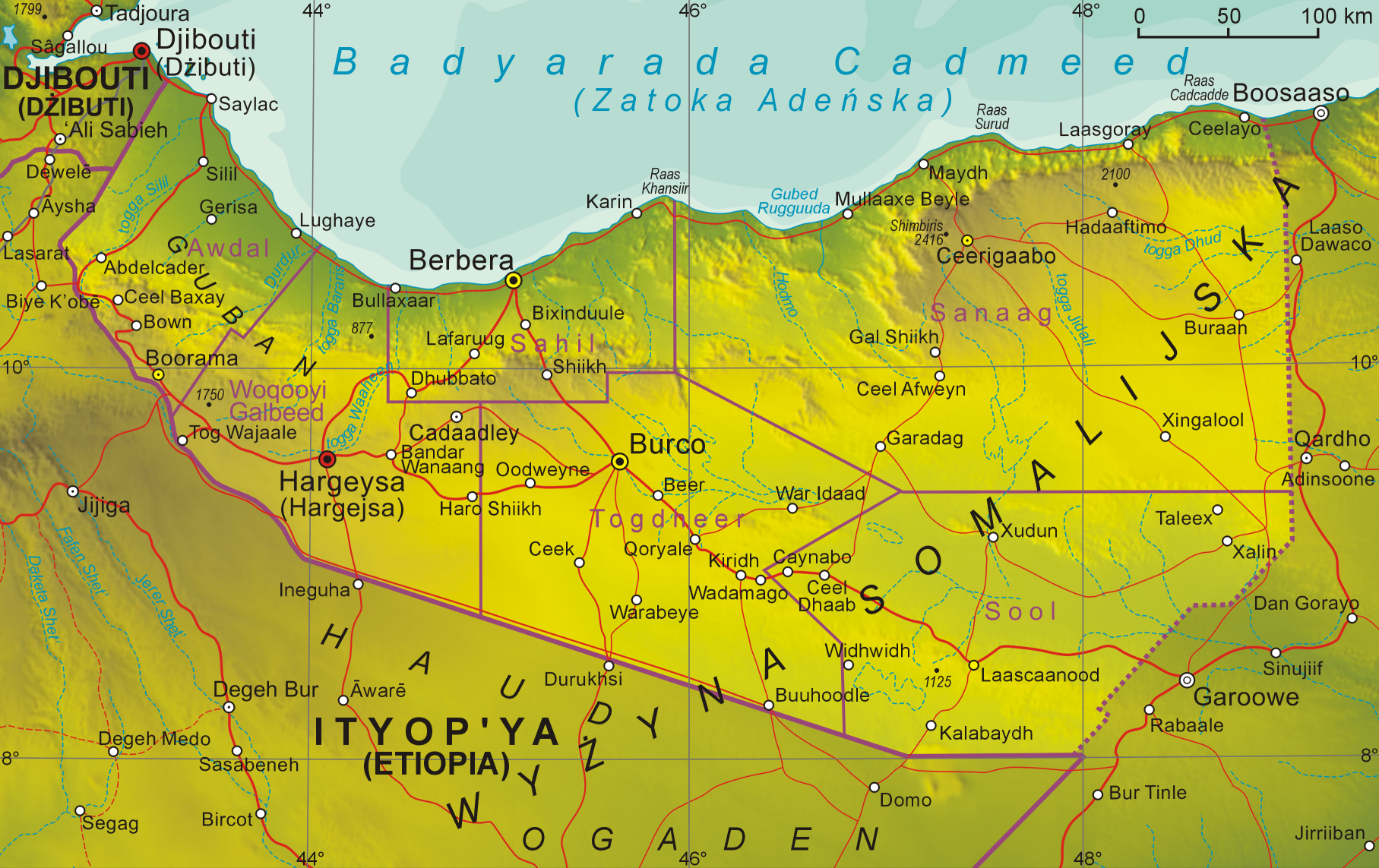
Mapa Somalilandu.

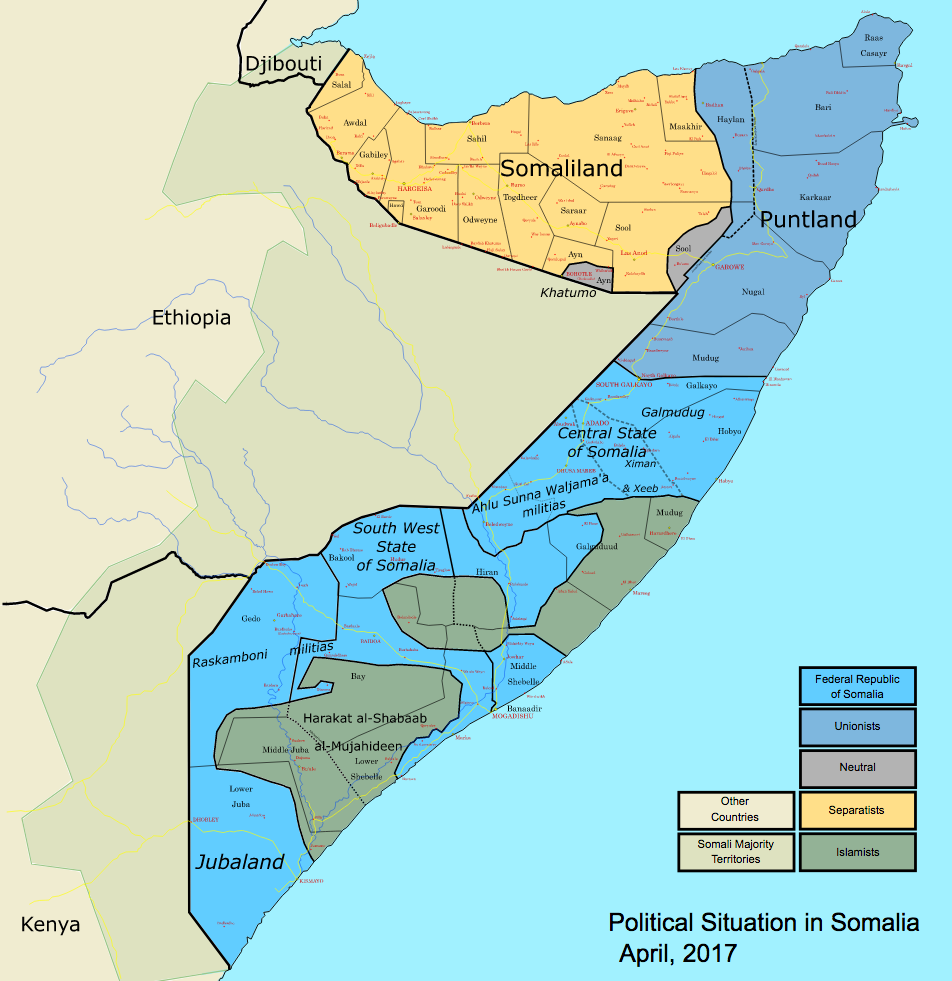
Obecna sytuacja polityczna w Somalii. Kolorem niebieskim zaznaczono terytoria pod kontrolą rządu tymczasowego.

Kalendarium historii Somalii – uporządkowany chronologicznie, począwszy od czasów najdawniejszych aż do współczesności, wykaz dat i wydarzeń z historii Somalii.

## Kalendarium
- VII–X w. – powstały pierwsze arabskie i perskie faktorie handlowe[1].
- ok. 908 – powstanie Mogadiszu[2].
- III–XII w. – na tereny kraju masowo napływali somalijscy nomadowie, którzy szybko ulegli procesowi islamizacji[1].
- XVIII–XVI w. – Od XVIII do XVI wieku trwały walki sułtanatów muzułmańskich z wybrzeża z wojskami chrześcijańskiej Etiopii, Somalijczycy w wojnach popierali islamskich sojuszników[1].
- XVI w. – wybrzeża Somalii zajęli Portugalczycy, którzy na przełomie XVII i XVIII wieku zostali wyparci przez Arabów z Omanu (ze stolicą w Zanzibarze)[1].
- XIX w. – północne wybrzeża kraju znalazły się pod kontrolą Egiptu, a południowa część pod zwierzchnictwem sułtana Zanzibaru[1].
- druga połowa XIX w. – penetracja państw europejskich i podział posiadłości kolonialnych pomiędzy Wielką Brytanię, Francję i Włochy - Francja zajęła tereny północno-zachodnie z miastem Dżibuti, Wielka Brytania zajęła część północnych wybrzeży kraju[1].
- 1925 – Włosi zajęli tzw. Jubaland[1].
- 1936 – Włochy po połączeniu Jubalandu z Etiopią utworzyły Włoską Afrykę Wschodnią[1].
- 1960 – połączenia Somalii Brytyjskiej i Somalii Włoskiej powstała niepodległa Republika Somalijska[1].
- 1977 – aneksja etiopskiej prowincji Ogaden, co doprowadziło do wojny z tym krajem, przegranej przez Somalię na skutek wsparcia militarnego dla komunizującej Etiopii ze strony państw bloku wschodniego[1].
- 1987 – powstanie Meczetu Solidarności Islamskiej[3].
- 1991 – ogłoszenie niepodległości przez Somaliland[4].
- 1993 – bitwie w Mogadiszu zginęło od około 500 do 1500 Somalijczyków[1].
- 1995 – Aidid ogłosił się prezydentem Somalii[5]. Jego deklaracja nie została oficjalnie uznana, a prezydentem uznanym przez światową opinię został jego rywal Ali Mahdi Mohamed[6].
- 1998 – niezależność ogłosiły Puntland i Jubaland[1].
- 2005 – szejk Hassan Dahir Aweis wraz z grupą mułłów założył Unię Trybunałów Islamskich, somalijską odmianę ruchu afgańskich talibów[1].
- 2006 – Galmudug ogłosił secesję[7] Unia Trybunałów Islamskich zdobyła władzę w Mogadiszu i na południu Somalii[8].
- 2007 – deklaracja autonomii Maakhiru, jego wejście w konflikt z Puntlandem i Somalilandem[9]. Początek AMISOM[10].
- 2009 – połączenie Maakhiru z Puntlandem[11]. Ofensywa islamskich rebeliantów w centralnej Somalii[12].
- 2011 – protesty w Somalii[13]. Początek kenijskiej interwencji w Somalii[14].
- 2012 – deklaracja autonomii Khaatumo[15].
- 2013 – porozumienie Somalii z Jubalandem[16]. Uznanie rządu Somali przez Stany Zjednoczone[17].
- 2017 – połączenie Khaatumo z Somalilandem[15]. Uznanie Somalii za wewnętrzną "prowincję" przez Państwo Islamskie[18].
- 2020 – 16 marca potwierdzono pierwszy przypadek COVID-19 na terenie Somalii[19].
- 2022 – ok. 43 000 mieszkańców Somalii umiera na skutek suszy[20].
- 2023 – zabójstwo przywódcy somalijskiej komórki Państwa Islamskiego, Bilala al-Sudaniego, dokonane przez siły amerykańskie[21].
- 2024 – zawarcie umowy między Somalilandem, a Etiopią, przewidującej uznanie niepodległości Somalilandu[22]. Puntland ogłosił opuszczenie federalnych struktur kraju, w odpowiedzi na projekt zmian w konstytucji Somalii[23].